# Nitrur d'alumini i gal·li
El nitrur d'alumini i gal·li (AlGaN) és un material semiconductor. És qualsevol aliatge de nitrur d'alumini i nitrur de gal·li.
La banda prohibida d'AlxGa1−xN es pot adaptar des de 3,4eV (xAl=0) fins a 6,2eV (xAl=1).
Aquest compost s'utilitza per fabricar díodes emissors de llum que operen en la regió del blau a l'ultraviolat, on longituds d'ona de fins a 250 nm es van aconseguir i alguns informes fins a 222 nm. També es fa servir en làsers de semiconductors blaus i en detectors de radiació ultraviolada i en transistors d'alta mobilitat d'electrons AlGaN/GaN.
L'AlGaN s'usa sovint juntament amb nitrur de gal·li o nitrur d'alumini, formant heterounions. Les capes d'aquest nitrur es cultiven habitualment sobre nitrur de gal·li, sobre safir o sobre (111) Si, i gairebé sempre amb capes addicionals de GaN (nitrur de gal·li).
La toxicologia del nitrur de gal·li d'alumini no s'ha investigat completament. La seva pols és un irritant per a la pell, els ulls i els pulmons. Recentment, s'han informat en una revisió dels aspectes mediambientals, de salut i de seguretat de les fonts d'aquest compost (com el trimetilgal·li i l'amoníac) i els estudis de control d'higiene industrial de fonts MOVPE estàndard.